# Brote de metapneumovirus humano (2024-presente)
El brote de metapneumovirus humano, causado por el síndrome respiratorio metapneumovirus humano (HMPV), comenzó con un aumento de casos en Pekín (China) en diciembre de 2024.
La atención pública se centró en este tema cuando el Centro Chino de Control y Prevención de Enfermedades publicó datos que mostraban un aumento significativo de infecciones respiratorias por metapneumovirus humano durante la semana del 16 al 22 de diciembre de 2024. Sin embargo, esto es consistente con la tendencia estacional habitual.

## Epidemiología
A partir de 2006, el HMPV tenía una distribución mundial. A finales de 2024, el metapneumovirus humano se relacionó con el 6,2 % de las pruebas positivas de enfermedades respiratorias y el 5,4 % de las hospitalizaciones por enfermedades respiratorias en China, superando incluso a COVID-19, rhinovirus y adenovirus. Se han reportado casos en Hong Kong, pero las tasas de metapneumovirus humano no han aumentado tan significativamente como en la China continental.
Kan Biao, jefe del Instituto Nacional de Control y Prevención de Enfermedades Transmisibles del Centro Chino para el Control y la Prevención de Enfermedades, anunció que la tasa de infecciones por metapneumovirus humano (HMPV) entre niños de 14 años o menos estaba aumentando en China. Los funcionarios de salud chinos afirmaron que el aumento era consistente con las tendencias estacionales generales.
Se han reportado casos en Malasia, con un aumento de 102 casos de 225 casos en 2023 a 327 casos en 2024. El Ministerio de Salud de Malasia ha instado a la población a mantenerse vigilante, utilizando máscaras si están infectados y adoptando otras formas de evitar el contagio. También se han reportado casos del virus HMPV en países como Italia y Ucrania.

## Enfermedad
Los síntomas del HMPV suelen ser similares a los del resfriado común, incluyendo tos, fiebre, nariz congestionada o secreta, dolor de garganta, sibilancias, dificultad para respirar y eflorescencia. La mayoría de las personas con HMPV presentan síntomas respiratorios superiores leves similares a los del resfriado común y se recuperan del HMPV en aproximadamente 7 a 10 días sin complicaciones. Sin embargo, ciertos grupos enfrentan un mayor riesgo de complicaciones graves:
- Neumonía: el HMPV puede causar neumonía viral, que requiere hospitalización y cuidados intensivos en casos graves.
- Bronquiolitis: los bebés y los niños pequeños a menudo experimentan inflamación y obstrucción de las vías respiratorias, lo que lleva a dificultades para respirar y sibilancias.
- Exacerbación de condiciones crónicas: el HMPV puede empeorar las condiciones respiratorias existentes como el asma o la enfermedad pulmonar obstructiva crónica (EPOC).
- Infecciones bacterianas secundarias: estas infecciones, como la neumonía bacteriana, pueden desarrollarse como complicaciones debido a un sistema inmunológico debilitado.
- Complicaciones en el embarazo: los problemas respiratorios causados por el HMPV durante el embarazo pueden llevar a riesgos para la salud materna y fetal.[17]

El HMPV no tiene un medicamento antiviral específico. El tratamiento se centra principalmente en manejar los síntomas y prevenir complicaciones. Se recomienda descanso e hidratación, medicamentos de venta libre para controlar los dolores corporales y las fiebres para condiciones leves, mientras que algunos casos pueden requerir oxigenoterapia y hospitalización. Los casos graves de HMPV, así como los de personas inmunocomprometidas, se tratan con ribavirina e IVIG.
No hay estudios concluyentes que hayan demostrado el método verdadero de transmisión, pero es probable que se produzca a través del contacto con secreciones contaminadas, a través de gotas, aerosoles o vectores fómite.
El HMPV pertenece a la subfamilia Pneumovirinae (género Metapneumovirus). Es un virus de ARN monocatenario negativo, envuelto y no fragmentado. Algunos estudios previos indicaron que la diversidad genotípica del HMPV podría afectar la gravedad de la enfermedad y la patogénesis, mientras que otros estudios no encontraron correlación entre la diversidad genética del HMPV y la gravedad de la enfermedad o las manifestaciones clínicas.

### Diagnóstico
Las pruebas de reacción en cadena de la polimerasa en tiempo real (RT-qPCR) se utilizan ampliamente en la detección clínica del HMPV debido a su sensibilidad, capacidad para dar resultados rápidos (1-3 horas) y capacidad para cuantificar la carga viral, lo que puede evaluar la gravedad de la infección. Los métodos RT-qPCR proporcionan una mayor sensibilidad y una menor probabilidad de contaminación en comparación con los métodos convencionales de RT-PCR, por lo que se considera el enfoque diagnóstico estándar de oro. Funciona cuantificando la carga viral del HMPV para luego confirmar su presencia una vez que alcanza un umbral determinado.
Las pruebas de reacción en cadena de la polimerasa de transcripción inversa (RT-PCR) se han aplicado ampliamente para la detección molecular viral, incluyendo el HMPV. Funciona verificando la presencia de ADNc específico de HMPV, que se amplifica durante el proceso de PCR. También se ha utilizado ampliamente para realizar investigaciones epidemiológicas del HMPV. Las pruebas de RT-PCR para la detección de patógenos muestran una menor sensibilidad en comparación con los métodos de RT-qPCR, que requieren instrumentos complejos. Por lo tanto, los métodos de RT-PCR se han aplicado menos para la detección clínica del HMPV en los últimos años.
La amplificación isotérmica mediada por bucle (LAMP, por sus siglas en inglés) es uno de los métodos isotermales más utilizados en el diagnóstico de patógenos. Elimina el ciclo térmico que existe en la PCR, que requiere equipo complejo. Los resultados de la detección del método LAMP se pueden observar y juzgar a simple vista. Sin embargo, en comparación con las pruebas basadas en PCR, el costo de LAMP es mayor.
El aislamiento del virus de las muestras clínicas se considera el estándar de oro para el diagnóstico de patógenos, que es el primer paso para desarrollar vacunas e investigar la patogénesis viral. Sin embargo, es costoso y consume mucho tiempo, tiene una tasa de aislamiento baja y requiere instrumentos complejos y trabajadores capacitados.

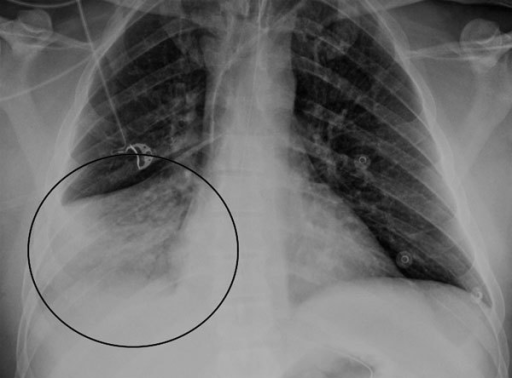
Radiografía de tórax frontal de un hombre de 47 años con encefalitis asociada con metapneumovirus humano, Australia. La consolidación en el lóbulo medio derecho (círculo) es compatible con neumonía.

Una radiografía de tórax o una broncoscopia también se utilizan para buscar cambios o neumonía en las vías respiratorias de los pulmones.

### Prevención
Moderna ha llevado a cabo un ensayo clínico para una vacuna candidata modRNA contra el metapneumovirus. A partir de octubre de 2019, la vacuna candidata ha superado la fase I.

## Respuestas
La OMS no ha recomendado restricciones de viaje o comercio basadas en las evaluaciones actuales de riesgo.

### India
La Secretaria de Salud de la Unión de la India, a partir del 7 de enero, señaló que no hay causa de preocupación para el público por el HMPV. Ella aconsejó a los estados que fortalezcan y revisen la vigilancia de enfermedades similares a la influenza (ESI) / infecciones respiratorias agudas graves (IRAS), para mejorar la Información, Educación y Comunicación (IEC) y la conciencia entre la población sobre la prevención de la transmisión del virus con medidas simples como lavarse las manos con frecuencia con jabón y agua. Ella reiteró que un aumento en las enfermedades respiratorias suele verse durante los meses de invierno. También declaró que la India está bien preparada para cualquier posible aumento en los casos de enfermedades respiratorias.

### Pakistán
En Pakistán, el Instituto Nacional de Salud señaló que el HMPV ha sido reportado en Pakistán desde 2001, con 21 casos en el Instituto de Ciencias Médicas de Pakistán (PIMS) en 2015. El gobierno pakistaní está monitoreando de cerca la situación en China, y se ha convocado una reunión del Centro Nacional de Comando y Operaciones (NCOC).

### México
En México se han registrado varios casos de metapneumovirus humano y recientemente en 19 estados del país, y se dio a conocer que una persona habría fallecido a causa de esta enfermedad en el estado de Puebla.